# 泉治典
泉 治典（いずみ はるのり、1928年9月16日 - 2011年6月1日）は、日本の哲学・聖書研究者。東洋大学名誉教授。

## 経歴
宮城県仙台市生まれ。旧・東京都立大学大学院博士課程単位取得退学。東洋大学講師、助教授、教授、1992年定年退任、名誉教授。はじめ実存哲学を研究し、のち聖書、アウグスティヌスなどを研究する。

## 著書
- 『アウグスティヌスからアンセルムスへ 知解を求める信仰』（創文社） 1980年2月
- 『聖書に学ぶ 旧新約聖書の一致をめざして』（新地書房） 1989年11月
- 『サムエル記を読む 神の選びと和解の道』（新教出版社、聖書に学ぶ） 2000年1月
- 『アモス書・ホセア書を読む 王国の終焉』（新教出版社、聖書に学ぶ） 2001年7月
- 『ヨハネの黙示録を読む 再臨と神の国』（新教出版社、聖書に学ぶ） 2003年5月
- 『コリント信徒への手紙を読む 教会の土台を据える』（新教出版社、聖書に学ぶ） 2006年4月
- 『ヨハネ福音書を読む ユダヤ教からキリスト教へ』（新教出版社、聖書に学ぶ） 2008年6月

### 共編著
- 『哲学概論』（飯島宗享, 吉沢伝三郎共編、以文社） 1971年
- 『アウグスティヌス』（平凡社、世界の思想家） 1977年7月
- 『キルケゴール 死にいたる病』（大谷愛人共著、有斐閣新書） 1980年4月
- 『西洋における生と死の思想 西洋精神史入門』（渡邊二郎共編、有斐閣新書） 1983年6月

## 翻訳
- 『ニーチェ全集 第1巻 古典ギリシアの精神』（戸塚七郎, 上妻精共訳、理想社） 1963年、のちちくま学芸文庫 1994年
- 『キルケゴール著作集 第19巻 瞬間』（松浪信三郎共訳、白水社） 1964年、のち新装復刊
- 『気象論』（岩波書店、アリストテレス全集5） 1969年
- 『ティマイオス』（角川書店、プラトン全集6） 1974年
- 『コリント人への手紙 翻訳と註解』（H・D・ヴェントラント、塩谷饒共訳、NTD新約聖書註解刊行会） 1974年
- 『テモテへの手紙・テトスへの手紙・ヘブライ人への手紙 翻訳と註解』（ヨアキム・エレミアス, ヘルマン・シュトラートマン、大友陽子, 木幡藤子, 関根正雄, 高橋三郎共訳、NTD新約聖書註解刊行会） 1975年7月
- 『ルカによる福音書 翻訳と註解』（K・H・レングストルフ、澁谷浩共訳、NTD新約聖書註解刊行会） 1976年7月
- 『パウロ小書簡 翻訳と註解』（P・アルトハウス, H・W・バイヤー, H・コンツェルマン, G・フリードリヒ, A・エプケ、大島智夫, 小林[テツ]郎, 杉山好, 高橋三郎, 松田伊作, 森田外雄共訳、NTD新約聖書註解刊行会） 1979年8月
- 『アウグスティヌス著作集 神の国』（赤木善光, 金子晴勇共訳、教文館） 1980年 - 1981年、のち新版 2014年
- 『アウグスティヌス著作集 第3巻 初期哲学論集3』（原正幸共訳、教文館） 1989年8月
- 『アウグスティヌス著作集 第23巻 ヨハネによる福音書講解説教 1』（水落健治共訳、教文館） 1993年4月
- 『聖書ガイドブック 聖書全巻の成立と内容』（S・ヘルマン, W・クライバー、山本尚子共訳、教文館） 2000年9月
- 『キリスト教教父事典』（H・クラフト、水垣渉共同監修、教文館） 2002年5月
- 『アウグスティヌス著作集 第28巻 三位一体』（教文館） 2004年3月
- 『アウグスティヌス著作集 20/1 詩編注解 5』（中川純男, 鎌田伊知郎, 林明弘共訳、教文館） 2011年3月

## 参考
- 泉治典教授略歴・業績 「白山哲学」1992年 - 1993年